# City Botanic Gardens
City Botanic Gardens (Vườn Bách thảo Thành phố) (trước đây là Brisbane Botanic Gardens / Vườn Bách thảo Brisbane) là một khu vườn thực vật được xếp hạng di sản trên Phố Alice, Thành phố Brisbane, Thành phố Brisbane, Queensland, Úc. Nó còn được gọi là Công viên Nữ hoàng. Nó nằm trên Gardens Point ở Khu Thương mại Trung tâm Brisbane và giáp với Sông Brisbane, Phố Alice, Phố George, Tòa nhà Quốc hội và khuôn viên Gardens Point của Đại học Công nghệ Queensland.
Vườn bao gồm những khu vườn có thực vật trưởng thành nhất của Brisbane, với nhiều loài thực vật quý hiếm và khác thường. Đặc biệt, Khu vườn có một loạt các cây lớp tuế, họ cau, sung và tre.
Vườn Bách thảo Thành phố này đã được thêm vào Sổ đăng ký Di sản Queensland vào ngày 3 tháng 2 năm 1997. Cơ quan Đăng ký Di sản Queensland mô tả Khu vườn là “cảnh quan văn hóa không phải thổ dân quan trọng nhất ở Queensland, có lịch sử làm vườn liên tục kể từ năm 1828, không có bất kỳ sự mất mát đáng kể nào về diện tích đất hoặc thay đổi mục đích sử dụng trong thời gian đó. Vườn bách thảo này vẫn là công viên công cộng và cơ sở giải trí hàng đầu của thủ đô Queensland, đây là vai trò mà vườn này đảm nhận kể từ đầu những năm 1840. " 